# Igra na srečo
Igra na srečo ali hazard (oziroma hazardiranje) je igra za denar, navadno s kartami, kockami, ruleto ali drugo pripravo, ki ni predvidljiva ali ne vodljiva. Izid igre je v veliki meri odvisen od naključja (sreče) in zelo malo ali nič od sposobnosti ali veščine igralca. Igre na srečo vključujejo tudi stave na loteriji, igranje lota in športne napovedi, pa tudi večina dejavnosti, kjer ena oseba tvega vložek v negotov dogodek, druga oseba pa ponuja nagrado ob njegovem uspehu. Hazardiranje lahko igralca povsem zasvoji. Igralca na srečo imenujemo tudi kockar.
V širšem pomenu besede je hazard tudi vsako nevarno dejanje oziroma obnašanje, pri katerem sprejemamo odločitve brez točnega poznavanja ozadja dogodka.
V nekaterih državah so stave in organizirane igre na srečo zakonsko prepovedane, nekatere države pa ostro predpišejo licence za takšno dejavnost.
Pri nekaterih igrah lahko spreten igralec dolgoročno računa na dobitek:
- poker
- blackjack
- športne stave

Nekatere igre pomenijo (spet na dolgi rok) gotovo izgubo za igralca oziroma dobitek za igralnico:
- ruleta
- karibski poker

Tudi druge igre so lahko uporabljene za stave:
- loterija
- loto
- madžong
- igre z igralno kocko
- igre s kovancem

Igre na srečo se uvrščajo med zasvojljive dejavnosti, ki so v nekaterih državah zakonite. Zgodovinsko je bila igra na srečo namenjena vzdrževanju objektov vzreje oziroma zbiranju denarja za cilje, kjer je javni proračun v izgubi. Tako so postale stave pomemben del konjskih in pasjih dirk, pa tudi loterijskih dejavnosti ob vojnah.
Ob teh za javnost sprejemljivih dejavnosti so bile igre na srečo tudi ulična dejavnost poskušanja sreče. Deloma gre za razvedrilo, kjer iščemo zgodovinsko prve primerke stav na negotov dogodek. S poznim srednjem vekom se pojav stav razširi v pomembno dejavnost. Prepoved organizacije takšnih iger naj bi preprečila pristop k dejavnosti, mnogi pa ugotavljajo, da prepoved le poveča zasvojenost igralca, ki ni kos ne igri, soigralcem ali neupravičenem upanju.
Igre se opirajo na naključje, ki ga zagotavljajo na veliko različnih načinov. Razumevanje pravil igre je tako pomemben izziv za igralca. Igre na srečo se razdelijo glede na število udeležencev med igre, kjer je čast igralca (ne)pomembna in igre za veliko (malo) igralcev. Po sami naravi igre na srečo je nepoštenost nekaznovana med igro. Pri igrah za veliko igralcev se veliko da na častno uporabo sredstev, dobrodelnost uporabe zbranega denarja in s tem razbremenjujejo krivdo neuspešnih igralcev.
Organizacija iger na srečo zahteva visoke etične standarde za uspešno delovanje. Nekatera mesta se financirajo predvsem z dejavnostjo iger na srečo in turizmom povezanim s takšnimi dejavnostmi (Las Vegas, Makav). Mnoge gostinske dejavnosti ponujajo ponudbo iger na srečo kot dodatno ponudbo, saj mnogim gostom igre ne nudijo veselja brez vložkov ali vidnega tveganja ali vidne nagrade. 
Glavni organ, pristojen za urejanje iger na srečo v Sloveniji, je Državni urad za nadzor iger na srečo. Urad je leta 1995 ustanovila Vlada Slovenije s sprejetjem Zakona o igrah na srečo. Ko je Slovenija dobila članstvo v Evropski uniji, je morala politika iger na srečo spremeniti v skladu s standardi EU. Žal je bil ta postopek zelo dolg in leta 2016 so bili sprejeti novi predpisi. V skladu z direktivo 2015/1535 / EU je bilo spletno igranje na srečo priznano kot zakonito. Mednarodni operaterji lahko zaprosijo za dovoljenje pri državnem uradu za nadzor iger za 5 let.

## Etika in igre na srečo
Le redke skupnosti goljufije, zlorabe in zaplete, ki so sestavni del iger na srečo in drugih dejavnosti, ki vključujejo veliko stopnjo negotovosti, razumejo kot sestavni del življenja. Praviloma predstavniki skupnosti takšne igre ne ponujajo svojemu članstvu. A družba raznolikih poslovnih stikov terja vzgojo tudi v skromnosti in negotovosti, igre na srečo pa so lahko za premožnega dobra vzgojna lekcija. Dokazano je, da nenehno delo, malo spanja, nenavadno visoka obremenjenost telesa in duha in samodokazovanje v predstavitvah lahko povzročita pojav "magičnega razmišljanja", tj prepričanja, da obnašanje posameznika lahko vpliva na ožje ali širše okolje, kar je ključno tvegano vedenje ob postavljanju stav.

### Religiozni pomisleki

#### Judovska vera
Judovska vera je verjela, da igralec, ki se poklicno ukvarja z igro na srečo, ne more pričati na sodišču. Biti sposoben izkazati popolno resnico na sodišču terja zavezo etiki in pravičnosti, najvišjo zavezo prisegi. Igre na srečo pa so preračunavanje tveganja. Preračunljivo vedenje nima veliko skupnega z govorjenjem pod prisego.

#### Krščanstvo
Na najbolj splošno način, so igre na srečo tvegano obnašanje. Igre na srečo v majhnih enotah lahko vodijo v obsesivno vedenje. Na splošno povezujejo igre na srečo z mnogimi drugimi načini zaslužka zaradi tveganega vedenja, torej ponujanja posojila z oderuškimi obrestmi, prostitucije, korupcije in obče javne nemorale. Tvegana vedenja so neracionalna, kar motivira verske skupnosti, da ščitijo svoje podanike pred škodljivimi posledicami.
Protestantske ločine so večinoma prav tako proti igri na srečo. Mnoge verjamejo, da se preusmeri denar v skupnostne projekte, ki jih vodi cerkev, in se tak denar tako podvoji. 

#### Islam
Načeloma se šteje denar pridobljen zaradi igranja na srečo, kot pobiranje davka na neumnost in neukost.  Nekatere skupnosti kaznujejo organizatorje takih iger, nekatere kaznujejo igralce.

## Igre na srečo po državah

### Ukrajina
Leta 2009 je parlament igre na srečo prepovedal po požaru v igralni dvorani v Dnepropetrovsku maja 2009, v katerem je umrlo devet ljudi.
Štirinajstega julija dvatisočdvajset je parlament z uvedbo pravil in starostnih omejitev (minimalna starost je 22 let) ponovno legaliziral igre na srečo.

### Indija
Samo tri zvezne države dovoljujejo igralnice: Goa, Daman in Sikkim. Zvezne države Meghalaja in Nagaland omogočata virtualne igre na srečo.
Kljub obstoječi zakonodaji so nezakonite igre na srečo razširjene po vsej državi. Indijski trg iger na srečo je ocenjen na 90 milijard dolarjev na leto, od tega je približno polovica nezakonitih stav.

### ZDA
Vsaka zvezna država v Združenih državah Amerike ima svoje zakone, ki urejajo ali prepovedujejo igre na srečo.
Zvezne države, ki dovoljujejo igralnice in podobne oblike iger na srečo, imajo pogosto stroge lokacijske smernice, da jih držijo stran od šol in stanovanjskih območij.
Nekatera indijanska plemena ustvarjajo igralnice na svojih plemenskih deželah, da zagotovijo zaposlitev in dohodek za svojo vlado in člane plemena. Njihove dejavnosti spremlja Nacionalna indijanska komisija za igre na srečo.

### Mehika
Igre na srečo so v Mehiki dovoljena dejavnost, če imate ustrezno dovoljenje mehiške vlade.
Bingo lahko izvajajo samo ustrezne dobrodelne organizacije za namene zbiranja sredstev.
Na zvezni ravni je zakonska starost za igre na srečo 18 let.